# Boron (Territoire de Belfort)
Boron is een gemeente in het Franse departement Territoire de Belfort (regio Bourgogne-Franche-Comté) en telt 351 inwoners (1999). De plaats maakt deel uit van het arrondissement Belfort.

## Geografie
De oppervlakte van Boron bedraagt 6,0 km², de bevolkingsdichtheid is 58,5 inwoners per km².
De onderstaande kaart toont de ligging van Boron (Territoire de Belfort) met de belangrijkste infrastructuur en aangrenzende gemeenten.

## Demografie
Onderstaande figuur toont het verloop van het inwonertal (bron: INSEE-tellingen).